# Петър Стратев
Петър Михайлов Стратев е български музикант, капитан, капелмайстор на Единадесети пехотен сливенски полк и основател на Сливенския симфоничен оркестър.

## Биография
Роден е на 6 януари 1881 г. в Сливен. Негов първи учител по музика е Йосиф Каломати. Той го насърчава да продължи музикалното си образование в консерваторията в Лайпциг, а по-късно в Цюрих. След завръщането си в България става капелмайстор на Шести пехотен търновски полк, а след това на Единадесети пехотен сливенски полк. Учител е по цигулка и хармония, хоров диригент, компанист и солов изпълнител. През 1911 г. създава първият сливенски симфоничен оркестър. През 1913 г., край Дойран, написва валса „Дойрански вълни“. Като член на БЗНС е арестуван и вкаран в затвор. Автор е на „Музикален буквар“, издаден през 1933 г. Напуска армията на 17 януари 1936 г. Умира на 19 април 1951 г.